# Santa Baby (álbum)
Santa Baby é o nono álbum de estúdio e o primeiro álbum natalino, da cantora, compositora e produtora norte-americana Alicia Keys. Foi lançado em 4 de Novembro de 2022 através de sua gravadora, Alicia Keys Records, com exclusividade pela Apple Music, marcando sua nova fase como artista independente.
O álbum apresenta versões cover de canções tradicionais de Natal, incluindo demais canções escritas pela cantora. O primeiro single "December Back 2 June" foi lançado em 28 de Outubro de 2022.

## Divulgação
Em 28 de outubro de 2022, Keys publicou o primeiro single do álbum, "December Back 2 June". Para promover o álbum, Keys apareceu no The Late Show com Stephen Colbert em 8 de dezembro de 2022. Em 21 de dezembro de 2022, Keys se apresentou no Apple Music Live: Alicia Keys Holiday Masquerade Ball no United Palace da Broadway Teatro, ao lado de Jon Batiste e Jvke.

## Desempenho Comercial
Nos Estados Unidos álbum estreou na posição 148 da Billboard 200, na posição 19 da parada de álbuns de Natal, Top Holiday Albums, fazendo de Santa Baby, seu álbum de estúdio com menor desempenho.
No Reino Unido estreou na posição 24 na parada de álbuns digitais, falhando em entrar na principal parada musical do país, a UK Albums Chart.

## Faixas
| Edição padrão  |                                  |                                                                 |                                            |         |  |
| N.º            | Título                           | Compositor(es)                                                  | Produtor(es)                               | Duração |  |
| 1.             | "Santa Baby"                     | Joan Ellen Javits Philip Springer Tony Springer                 | Alicia Keys                                | 3:53    |  |
| 2.             | "Christmas Time Is Here"         | Vince Guaraldi Lee Maurice Mendelson                            | Keys                                       | 3:26    |  |
| 3.             | "Favorite Things"                | Richard Rodgers Oscar Hammerstein II                            | Keys                                       | 3:54    |  |
| 4.             | "December Back 2 June"           | Keys Thomas Lumpkins Taylor Monet Emelie Walcott Joshua Conerly | Tommy Parker Joshua "YNG Josh" Conerly [A] | 2:43    |  |
| 5.             | "Please Come Home for Christmas" | Charles Brown Gene C Redd                                       | Keys                                       | 3:17    |  |
| 6.             | "Happy Xmas (War Is Over)"       | John Lennon Yoko Ono                                            | Keys                                       | 4:05    |  |
| 7.             | "You Don't Have to Be Alone"     | Keys Natalie Hemby                                              | Keys                                       | 2:19    |  |
| 8.             | "The Christmas Song (Chestnuts)" | Melvin H Torme Robert Wells                                     | Keys                                       | 2:47    |  |
| 9.             | "Old Memories on Christmas"      | Keys Hemby                                                      | Keys                                       | 2:59    |  |
| 10.            | "Not Even the King"              | Keys Emeli Sandé                                                | Keys                                       | 3:00    |  |
| 11.            | "Ave Maria"                      | Sir Walter Scott Franz Schubert                                 | Keys                                       | 3:46    |  |
| Duração total: | Duração total:                   | Duração total:                                                  | Duração total:                             | 36:09   |  |

Notas
A  - denota co-produtores